# Deibanga-Timbossosso
Deibanga-Timbossosso est une commune située dans le département de Markoye, dans la province d'Oudalan, région du Sahel, au Burkina Faso.